# Madagaszkár uralkodóinak listája

A Madagaszkári Királyság címere

Madagaszkár uralkodóinak listáját tartalmazza az alábbi táblázat.

## Merinai Királyság
| N   | Uralkodó                                     | Uralkodott                           | Megjegyzés |
| --- | -------------------------------------------- | ------------------------------------ | ---------- |
| 1.  | Andrianerinerina                             | kir.: nem ismert az uralkodási ideje |            |
| 2.  | Andriananjavonana                            | kir.: nem ismert az uralkodási ideje |            |
| 3.  | I. Andrianamponga                            | kir.: nem ismert az uralkodási ideje |            |
| 4.  | Andrianamboniravina                          | kir.: nem ismert az uralkodási ideje |            |
| 5.  | Andriandranolava                             | kir.: nem ismert az uralkodási ideje |            |
| 6.  | Andrianampandrandrandava                     | kir.: nem ismert az uralkodási ideje |            |
| 7.  | Andrianmasinidohafandrana                    | kir.: nem ismert az uralkodási ideje |            |
| 8.  | Rafandrampohy                                | kir.: nem ismert az uralkodási ideje |            |
| 9.  | Andrianmpandramanenitra                      | kir.: nem ismert az uralkodási ideje |            |
| 10. | Rangita (♀)                                  | kir.-nő: 1520 k., †1530 k.           |            |
| 11. | Rafohy (♀)                                   | kir.-nő: 1530 k., †1540 k.           |            |
| 12. | Andriamanelo                                 | kir.: 1540 k., †1575 k.              |            |
| 13. | Ralambo                                      | kir.: 1575 k., †1612 k.              |            |
| 14. | Andrianjaka                                  | kir.: 1612 k., †1630 k.              |            |
| 15. | Andriantsitakatrandriana                     | kir.: 1630 k., †1650 k.              |            |
| 16. | Andriantsimitoviaminandriandehibe            | kir.: 1650 k., †1670 k.              |            |
| 17. | Andrianjaka Razakatsitakatrandriana          | kir.: 1670 k., †1675 k.              |            |
| 18. | Andriamasinavalona                           | kir.: 1675 k., †1710 k.              |            |
| 19. | Andriantsimitoviaminiandriana Andriandrazaka | kir.: 1710 k., †1730 k.              |            |
| 20. | Andriambelomasina                            | kir.: 1730 k., †1770 k.              |            |
| 21. | Andrianjafy                                  | kir.: 1770 k., †1787 k.              |            |
| 22. | Andrianampoinimerina (*1745)                 | kir.: 1787 k., †1810                 |            |

## Az egységesMadagaszkári Királyság

### Imerina-dinasztia, Antananarivo székhellyel, 1810–1897
| Képe | Uralkodói neve  | Születési neve          | Apja                                                           | Születése            | Trónörökössé válása  | Trónra lépése       | Koronázása                       | Uralkodói terminus vége         | Halála                          | Megjegyzés |
| ---- | --------------- | ----------------------- | -------------------------------------------------------------- | -------------------- | -------------------- | ------------------- | -------------------------------- | ------------------------------- | ------------------------------- | --- |
|      | I. Radama       | I. Radama               | Andrianampoinimerina imerinai király (Imerina-dinasztia)       | 1788                 | 1808. május          | 1810. július 6.     |                                  | 1828. július 27. öngyilkos lett | 1828. július 27. öngyilkos lett | Madagaszkár egységének megteremtője, hivatalosan 1817. október 27-étől.                                                      |
|      | I. Ranavalona   | Ramavo                  | Andriantszalamandzsaka imerinai herceg (Imerina-dinasztia)     | 1782 körül           | –                    | 1828. augusztus 1.  | 1829. augusztus 12. Antananarivo | 1861. augusztus 16.             | 1861. augusztus 16.             | I. Radama főfelesége |
|      | II. Radama      | II. Radama              | Andriamihadzsa vezérőrnagy                                     | 1829. szeptember 23. | 1829. szeptember 23. | 1861. augusztus 16. | 1862. szeptember 23.             | 1863. május 12. meggyilkolták   | 1863. május 12. meggyilkolták   | I. Ranavalona fia |
|      | I. Rasoherina   | Rabodo(zanakandriana)   | Andriantszalamandriana madagaszkári herceg (Imerina-dinasztia) | 1814                 | –                    | 1863. május 12.     | 1863. augusztus 30. Antananarivo | 1868. április 1.                | 1868. április 1.                | II.Radama főfelesége és trónra lépte után Rainilaiarvony madagaszkári miniszterelnök felesége                                |
|      | II. Ranavalona  | Ramoma                  | Razakaratrimo madagaszkári herceg (Imerina-dinasztia)          | 1829                 |                      | 1868. április 2.    | 1868. szeptember 3. Antananarivo | 1883. július 30.                | 1883. július 30.                | II. Radama mellékfelesége és trónra lépte után Rainilaiarvony madagaszkári miniszterelnök felesége                           |
|      | III. Ranavalona | Razafindrahety (Razafy) | Andriantszimianatra (Imerina-dinasztia)                        | 1861. november 22.   |                      | 1883. július 30.    | 1883. november 22. Antananarivo  | 1897. február 28. trónfosztása  | 1917. május 23.                 | A trónra lépte után Rainilaiarvony madagaszkári miniszterelnök felesége. Trónfosztása után Madagaszkár francia gyarmat lett. |